# 统一通信平台
统一通信平台即将现有的通信联络方式，包括移动电话、固定电话、传真、网络传真、数据传送、短信息、邮件、视频会议、网络即时通讯做减法，通过统一的处理，在单一终端上实现通信联络等应用的系统。